# Johan Davidsson
Johan Davidsson (* 6. ledna 1976, Jönköping, Švédsko) je bývalý švédský profesionální hokejista, který naposledy nastupoval ve švédské nejvyšší soutěži Elitserien za klub HV71. V minulosti hrál NHL za týmy Mighty Ducks of Anaheim a New York Islanders. Švédsko reprezentoval na Mistrovství světa v ledním hokeji 2007 a byl i reprezentantem Švédska na Mistrovství světa v ledním hokeji 2002, MS 2003 a MS 2004. V roce 2004 vyhrál anketu o hokejistu roku ve švédské lize (Zlatý puk).

## Hráčská kariéra
- 1992/93 – HV71
- 1993/94 – HV71
- 1994/95 – HV71
- 1995/96 – HV71
- 1996/97 – HV71
- 1997/98 – IFK Helsinky
- 1998/99 – Anaheim Mighty Ducks, Cincinnati Mighty Ducks AHL
- 1999/00 – Cincinnati Mighty Ducks AHL, Anaheim Mighty Ducks
- 1999/00 – New York Islanders
- 2000/01 Espoo Blues
- 2001/02 – HV71
- 2002/03 – HV71
- 2003/04 – HV71
- 2004/05 – HV71
- 2005/06 – HV71
- 2006/07 – HV71
- 2007/08 – HV71
- 2008/09 – HV71
- 2009/10 – HV71
- 2010/11 – HV71
- 2011/12 – HV71
- 2012/13 – HV71